# Korte Prinsengracht
Le Korte Prinsengracht est un canal secondaire situé au nord de l'arrondissement Centrum de la ville d'Amsterdam aux Pays-Bas. Il relie le Brouwersgracht au Westerdok, dans le prolongement du Prinsengracht, l'un des principaux canaux du Grachtengordel. Le Eenhoornsluis (« écluse de la licorne ») ou « Pont 313 » (brug 313), qui relie la Haarlemmerdijk à la Haarlemmerstraat enjambe le canal. Au nord, la liaison Haarlemmer Houttuinen/Nieuwe Westerdokstraat de même qu'un viaduc ferroviaire situé sur la ligne Amsterdam-Haarlem enjambent le canal qui se jette dans Westerdok au niveau des Westelijke Eilanden.